# Mate Šunjić
Mate Šunjić, né le 18 mars 1987 à Metković en Yougoslavie, est un handballeur croate. Il joue au poste de Gardien de but au Cesson Rennes Métropole Handball depuis 2024. 
Auparavant, il a évolué plusieurs saisons en Croatie avant de rejoindre en 2013 l'US Créteil pour quatre saisons.

## Palmarès

### En club
- Vainqueur du Championnat de France de Division 2 en 2014

### En équipe nationale
- Médaille d'or aux Jeux méditerranéens en 2018
- Médaille d'or au Championnat du monde jeunes en 2005 (en)